# Giuseppe Colizzi
Giuseppe Colizzi (Roma, 28 de juny de 1925 – 23 d'agost 1978) va ser un director, escenògraf i productor cinematogràfic italià.

## Biografia
Nebot de Luigi Zampa, va treballar com a ajudant de direcció i director de producció durant diversos anys abans de debutar el 1967 amb la direcció del western italià Dio perdona... io no!, que va llançar Bud Spencer i Terence Hill i després va rodar tres pel·lícules més amb la parella.
Des de 1975 es dedica a la llavors naixent indústria de la televisió privada, convertint-se en director de l'emissora romana SPQR. La seva última pel·lícula és Switch, que s'estrena als cinemes a títol pòstum quan Colizzi mor a l'edat de 53 anys el 1978 després de complicacions cardíaques

## Filmografia
Com a director
- Dio perdona... io no! (1967)
- I quattro dell'Ave Maria (1968)
- La collina degli stivali (1969)
- ...più forte ragazzi! (1972)
- Arrivano Joe e Margherito (1974)
- Switch (1979) (pòstum)

Com a guionista
- I nuovi angeli, dirigida per Ugo Gregoretti (1962)

Com a productor
- Due notti con Cleopatra, de Mario Mattoli (1953)
- Le belle famiglie, d'Ugo Gregoretti (1964)
- I quattro dell'Ave Maria (1968)
- La collina degli stivali (1969)